# Jordi Govaarts
Jordi Govaarts (Oosterhout, 28 februari 1996) is een Nederlandse handbalkeeper die sinds 2019 uitkomt voor BFC.
Begin augustus raakte Govaarts ernstig geblesseerd aan zijn knie, hierdoor is hij negen maanden niet inzetbaar. Voordat Govaarts bij BFC ging spelen, kwam hij respectievelijk uit voor Internos, HARO, Lions en Sasja. Tevens was hij jeugdinternational. 
In 2020 raakte Govaarts zwaar geblesseerd tijdens een training. Hierdoor moest de pas gestopte BFC-keeper Freek Janssen de plek van Govaarts opvullen. 
In 2024 werd Govaarts kampioen van de Eredivisie. Na het kampioen verliet hij BFC voor het Belgische Achilles Bocholt. Deze transfer kwam doordat de nieuwe aankoop, Michiel de Folter zwaar geblesseerd werd aan de knie. Na een seizoen in Bocholt verliet bij de blauwhemden.  